# Johannes Huber (Mediziner, 1507)
Johannes Huber (* 1506/1507; † 9. Februar 1571 in Basel) war ein Schweizer Mediziner und Hochschullehrer.

## Leben
Huber war ein Sohn des Martin Huber († um 1544), Bürger von Basel und Wirt zum Bock, und dessen Ehefrau Anna, geb. Luft. Er studierte in Paris, Montpellier und Toulouse, wo er wegen seiner besonderen Kenntnis der griechischen Sprache das Amt eines Rektors der Akademie erhielt. Nach seiner Rückkehr in seine Heimatstadt Basel wurde er 1544 Professor der Naturwissenschaften an der dortigen Universität. 1549 erhielt er einen Lehrstuhl für Medizin. Er war 1567 Stadtarzt und Rektor der Universität. Ein Schüler von ihm war Leonhard Thurneysser.

## Familie
Johannes Huber heiratete 1641 in Basel Margaretha Wölflin (1522–1579), eine Tochter des Wilhelm Wölflin, Tuchmann zu Basel, und dessen Ehefrau Anna, geb. Ehrenfels.